# Немања Матић
Немања Матић (Врело, 1. августа 1988) јесте српски фудбалер који тренутно наступа за француски клуб Олимпик Лион на позицији везног играча. Каријеру је почео као офанзивни везни, али је током периода у Бенфици прешао на позицију дефанзивног везног. Познат је по својим доследним наступима на терену и борбеном стилу игре.
Сениорску каријеру почео је 2006. у Колубари, где је провео пола године, након чега је прешао у Кошице. Године 2009, прешао је у Челси за 1,5 милиона фунти. Током прве сезоне није играо много и послат је на позајмицу у Витесе у сезони 2010/11. На лето 2011. прешао је у Бенфику, у оквиру уговора о размени у којем је учествовао Давид Луиз. Проглашен је за играча године у сезони 2012/13. након чега је освојио титулу у сезони 2013/14. У јануару 2014. вратио се у Челси, за 21 милион фунти. Уврштен је у тим године за сезону 2014/15. и освојио је два пута Премијер лигу. У јулу 2017. прешао је у Манчестер јунајтед, са којим је играо финале ФА купа и Лиге Европе. На лето 2022. прешао је у Рому, где му је тренер поново био Жозе Морињо, који му је био тренер у Челсију и Манчестер јунајтеду. У Роми се задржао једну сезону и стигао је до финала Лиге Европе. У августу 2023. прешао је у француску екипу Рен где је провео једну полусезону да би у јануару 2024. потписао уговор са Олимпик Лионом.
За репрезентацију Србије до 21 године одиграо је 11 утакмица, док је за сениорску репрезентацију дебитовао 2008. Одиграо је 48 утакмица и постигао је два гола. Био је део репрезентације Србије на Светском првенству 2018. Каријеру у репрезентацији завршио је у августу 2020.

## Каријера

### Почетак
Поникао је у ФК Обреновац 1905 из Обреновца. У млађим категоријама је касније наступао за Црвену звезду и Партизан, пре него што је завршио у Јединству са Уба.

### Колубара и Кошице
Сениорску каријеру започео је са 18 година у лазаревачкој Колубари, у којој је одиграо пола сезоне, пре него што је 2007. отишао у Словачку, у редове Кошица. Импресионирао је својим партијама у Кошицама, где је постао стандардан првотимац, а помогао је тиму да дође до Купа Словачке 2009. и четвртог места у првенству.

### Челси
Дана 18. августа 2009. је потписао са Челсијем четворогодишњи уговор. Обештећење Кошицама је износило око 1,5 милиона фунти. За Челси је у Премијер лиги дебитовао 21. новембра 2009. на мечу са Вулверхемптон вондерерсима, када је као замена ушао у 69. минуту. Други меч у Премијер лиги је одиграо у последњем колу сезоне 2009/10. против Виган атлетика.

### Витесе
Дана 23. августа 2010. Матић је заједно са саиграчима Слободаном Рајковићем и Матејом Делачом послат на позајмицу у холандски Витесе. У сезони 2010/11. за Витесе је укупно одиграо 27 лигашких мечева у којима је постигао два гола.

### Бенфика
Матића је 31. јануара 2011. купила Бенфика, и то у оквиру трансфера Давида Луиза у Челси, као и 25 милиона евра обештећења, док је Челси још додатно Бенфици проследио Матића. Међутим, ипак му је дозвољено да заврши сезону у Витесеу на позајмици. Званично се придружио Бенфици од сезоне 2011/12. Први гол у дресу Бенфике је постигао 14. јануара 2012. против Виторије Сетубал. Након одласка Хавија Гарсије у Манчестер сити 31. августа 2012. Матић је постао стартер у везном реду Бенфике.
Након гола у дербију против Порта 13. јануара 2013, већ следећег дана Матић је награђен продужењем уговора до 2018. године, са откупном клаузулом постављеном на 45 милиона евра.

### Повратак у Челси
Дана 15. јануара 2014. Матић потписује уговор са Челсијем на пет и по година. Матић је дебитовао за Челси против Манчестер Јунајтеда. Он је ушао у игру у 86. минуту уместо Бразилца Вилијана у победи Челсија од 3:1 на Стамфорд бриџу. У сезони 2013/14, Матић је за Челси одиграо укупно 19 утакмица и забележио 4 асистенције.
Дана 30. августа 2014. Матић је постигао свој први гол у дресу Челсија, против Евертона на Гудисон парку у победи Челсија 3:6. Месец дана касније, Матић је постигао победоносни гол у Лиги шампиона против лисабонског Спортинга у победи Челсија 0:1. 5. новембра 2014. Матић је постигао свој други гол у сезони 2014/15. у Лиги шампиона и донео бод Челсију на гостовању против Марибора. Матић је у анкети „Вечерњих новости“ изабран за најбољег српског фудбалера у иностранству у 2014. години пошто је за њега гласала већина капитена тимова учесника у Суперлиги Србије.

### Манчестер јунајтед
Дана 31. јула 2017. године, Матић је потписао за Манчестер јунајтед на три године. Вредност трансфера је била око 40 милиона фунти. Тада је тренер Јунајтеда био Жозе Морињо с ким је Матић већ сарађивао у Челсију. За Јунајтед је дебитовао на мечу против Вест Хема (4 : 0), где је проглашен за играча утакмице. Први гол за Јунајтед је постигао 5. марта 2018. против Кристал паласа за победу од 3 : 2. Тај гол је касније проглашен за Јунајтедов гол сезоне.
Током сезоне 2018/19. Матић је постигао други гол за Јунајтед у победи над Хадерсфилдом (3 : 1).
Дана 29. јануара 2020. године, Матић је постигао једини гол у победи над градским ривалом Ситијем у Лига купу, премда је такође добио црвени картон и Јунајтед је испао из такмичења укупним резултатом 3 : 2.
Дана 17. марта 2020. године, Манчестер јунајтед је активирао клаузулу у Матићевом уговору према којој ће српски играч остати у клубу још једну годину. Дана 6. јула 2020. године, Матић је потписао нови трогодишњи уговор с клубом.
Дана 15. априла 2022. године, Матић је саопштио да ће напустити клуб на крају сезоне.

### Рома
Дана 14. јуна 2022. године, саопштено је да је Матић договорио једногодишњу сарадњу с Ромом пошто му је истекао уговор с Манчестер јунајтедом. Тако је Матићу по трећи пут тренер био Жозе Морињо с ким је претходно радио у Челсију и Манчестер јунајтеду. „Већ сам радио с њим, разумемо се и он је један од разлога зашто сам овде.”, изјавио је Матић. Дебитантски наступ за Рому имао је 14. августа против Салернитане у Серији А. Матић је био један од кључних играча Роме током целе сезоне и помогао је тиму да дође до финала Лиге Европе. У финалу је Рома изгубила од Севиље после пенала. Матић је уврштен у идеални тим сезоне у том такмичењу.

### Рен
Дана 14. августа 2023. године, Матић се придружио француском клубу Рену. Сарадња је договорена на две године, а износ трансфера био је три милиона евра.

## Репрезентација
Матић је био потпуно непознат играч у Србији све док Владимир Вермезовић, у то време тренер словачког Спартака из Трнаве, није препоручио њега и Марка Милинковића тадашњем селектору младе репрезентације Слободану Крчмаревићу. Оба два фудбалера су добила шансу да дебитују за младу селекцију 11. октобра 2008. на мечу против Данске.
Након само три утакмице и два гола у дресу младе, селектор Антић га је уврстио у састав сениорске репрезентације за пријатељску утакмицу против Пољске. На тој утакмици одиграној 14. децембра 2008. Матић је дебитовао за најбољу селекцију Србије.
Са младом репрезентацијом је учествовао на Европском првенству 2009. Повредио се у првој утакмици против Италије, након 85 минута проведених на терену. Након те повреде морао је на операцију стопала. Од 2008. до 2010. за репрезентацију Србије до 21 године је одиграо једанаест утакмица и постигао два гола.
Дана 28. августа 2020. фудбалски савез Србије је објавио да је Матић завршио репрезентативну каријеру.

## Лични живот
Матићев млађи брат Урош такође је професионални фудбалер.
Матићу је деда по мајци пореклом из Волковије (данашња Северна Македонија).
Матић има троје деце са својом супрогом Александром.
У новембру 2018. године, Матић је одбио да на дресу носи црвени мак на утакмици против Борнмута који играчи у Премијер лиги носе сваког 11. новембра на Дан сећања. Црвеним маком се у Уједињеном Краљевству и земљама Комонвелта традиционално обележава Дан сећања на страдање британских војника у Првом светском рату. Након утакмице Матић је био кажњен и добијао је претње путем друштвених мрежа. Пар година касније образложио је своју одлуку: „Носио сам црвени мак годинама, али онда је британска влада одлучила да тај симбол користи за одавање почасти свим војницима који су погинули у ратовима у којима је земља учествовала... Укључујући и бомбардовање Србије током 1999. године. Од тог тренутка сам престао, нисам могао да пристанем. (...)”
Појавио се у 12. епизоди телевизијске серије Камионџије д. о. о. Играо је самог себе, а кадар је делио са глумцима Ненадом Јездићем и Тихомиром Станићем.

## Статистика каријере

### Репрезентативна
| Србија | Србија   | Србија |
| Година | Утакмица | Голова |
| ------ | -------- | ------ |
| 2008   | 1        | 0      |
| 2009   | 1        | 0      |
| 2010   | 0        | 0      |
| 2011   | 0        | 0      |
| 2012   | 3        | 0      |
| 2013   | 4        | 0      |
| 2014   | 9        | 0      |
| 2015   | 8        | 1      |
| 2016   | 4        | 0      |
| 2017   | 6        | 1      |
| 2018   | 10       | 0      |
| 2019   | 2        | 0      |
| Укупно | 48       | 2      |

### Голови за репрезентацију
| #  | Датум            | Стадион             | Место                | Противник   | Гол | Резултат | Такмичење                                 |
| -- | ---------------- | ------------------- | -------------------- | ----------- | --- | -------- | ----------------------------------------- |
| 1. | 29. март 2015.   | Стадион светлости   | Лисабон, Португалија | Португалија | 1–1 | 1–2      | Квалификације за Европско првенство 2016. |
| 2. | 6. октобар 2017. | Стадион Ернст Хапел | Беч, Аустрија        | Аустрија    | 2–2 | 2–3      | Квалификације за Светско првенство 2018.  |

## Трофеји

### Клупски
Кошице
- Куп Словачке (1): 2008/09.

Челси
- Премијер лига (2): 2014/15, 2016/17.
- ФА куп (1): 2009/10.
- Лига куп (1): 2014/15.

Бенфика
- Првенство Португалије (1): 2013/14.
- Лига куп (1): 2011/12.

### Индивидуални
- Прва лига Португалије — идеални тим сезоне (1): 2012/13.
- Прва лига Португалије — играч месеца (3): децембар 2012, јануар 2013, април 2013.
- Српски фудбалер године (2): 2014, 2015.
- Премијер лига — идеални тим сезоне (1): 2014/15.
- Гол сезоне у Манчестер јунајтеду (1): 2017/18. (против Кристал паласа, 5. март 2018)
- Лига Европе — идеални тим сезоне (1): 2022/23.